# A-da-Rólia
A-da-Rólia era, em 1747, uma aldeia portuguesa da freguesia de São Miguel do Milharado, no Patriarcado e termo da cidade de Lisboa, Província da Estremadura.